# OR2A25
OR2A25 (англ. Olfactory receptor family 2 subfamily A member 25) – білок, який кодується однойменним геном, розташованим у людей на 7-й хромосомі. Довжина поліпептидного ланцюга білка становить 310 амінокислот, а молекулярна маса — 34 606.
| 10         |  | 20         |  | 30         |  | 40         |  | 50         |
| ---------- |  | ---------- |  | ---------- |  | ---------- |  | ---------- |
| MGGNQTSITE |  | FLLLGFPIGP |  | RIQMLLFGLF |  | SLFYIFILLG |  | NGTILGLISL |
| DSRLHTPMYF |  | FLSHLAVVDI |  | ACACSTVPQM |  | LVNLLHPAKP |  | ISFAGCMTQM |
| FLFLSFAHTE |  | CLLLVVMSYD |  | RYVAICHPLR |  | YSTIMTWKVC |  | ITLALTSWIL |
| GVLLALVHLV |  | LLLPLSFCGP |  | QKLNHFFCEI |  | MAVLKLACAD |  | THINEVMVLA |
| GAVSVLVGAF |  | FSTVISYVHI |  | LCAILKIQSG |  | EGCQKAFSIC |  | SSHLCVVGLF |
| YGTAIIMYVE |  | PQYESPKEQK |  | KYLLLFHSLF |  | NPMLNPLIYS |  | LRNKEVQGTL |
| KRMLEKKRTS |  |            |  |            |  |            |  |            |

A: Аланін

C: Цистеїн

D: Аспарагінова кислота

E: Глутамінова кислота

F: Фенілаланін

G: Гліцин

H: Гістидин

I: Ізолейцин

K: Лізин

L: Лейцин

M: Метіонін

N: Аспарагін

P: Пролін

Q: Глутамін

R: Аргінін

S: Серин

T: Треонін

V: Валін

W: Триптофан

Кодований геном білок за функціями належить до рецепторів, g-білокспряжених рецепторів, білків внутрішньоклітинного сигналінгу. 
Локалізований у клітинній мембрані.